# Alexis Jordan (album)
Alexis Jordan – debiutancki album amerykańskiej piosenkarki Alexis Jordan. Krążek został wydany 25 lutego 2011, a jego produkcją zajął się norweski zespół producencki Stargate. Pierwszym singlem promującym płytę został utwór „Happiness” wydany 17 czerwca 2010. Zarówno album, jak i pochodzące z niego single osiągnęły duży sukces w Wielkiej Brytanii, docierając do top 10 najlepiej sprzedających się albumów i singli.

## Lista utworów
| Nr. | Tytuł piosenki           | Autor i współtwórcy tekstu piosenki                                  | Producent           | Czas |
| --- | ------------------------ | -------------------------------------------------------------------- | ------------------- | ---- |
| 1.  | „Happiness”              | Mikkel S. Eriksen, Tor Erik Hermansen, Deadmau5, Autumn Rowe         | StarGate            | 4:03 |
| 2.  | „Good Girl”              | Eriksen, Hermansen, Sandy Wilhelm, Espen Lind, Amund Björklund, Rowe | StarGate, Sandy Vee | 3:56 |
| 3.  | „How You Like Me Now„    | Eriksen, Hermansen, August Rigo                                      | StarGate            | 3:13 |
| 4.  | „Say That”               | Eriksen, Hermansen, Lind, Björklund, Johntá Austin                   | StarGate            | 3:23 |
| 5.  | „Love Mist”              | Eriksen, Hermansen, Ricky Blaze                                      | StarGate            | 3:19 |
| 6.  | „Habit”                  | Eriksen, Hermansen, Crystal Johnson                                  | StarGate            | 3:35 |
| 7.  | „Hush Hush”              | Eriksen, Hermansen, Wilhelm, Rowe                                    | StarGate, Sandy Vee | 3:42 |
| 8.  | „High Road”              | Nik Roos, Martijn van Sonderen, Thijs de Vlieger, LaShawn Daniels    | Nightwatch          | 3:07 |
| 9.  | „Shout Shout„            | Eriksen, Hermansen, Roland Orzabal, Ian Stanley, Rigo                | StarGate            | 4:08 |
| 10. | „Laying Around”          | Eriksen, Hermansen, Shaffer Smith                                    | StarGate            | 4:01 |
| 11. | „The Air That I Breathe„ | Lind, Björklund, Claude Kelly                                        | Espionage           | 4:06 |

Uwagi
- "Shout Shout" jest coverem utworu "Shout" zespołu Tears For Fears.

## Notowania
| Lista (2011)                  | Najwyższa pozycja |
| ----------------------------- | ----------------- |
| Australian Albums Chart       | 11                |
| Australian Urban Albums Chart | 5                 |
| Irish Albums Chart            | 28                |
| Scottish Albums Chart         | 9                 |
| UK Albums Chart               | 9                 |

## Historia wydania
| Kraj            | Data             | Format               |
| --------------- | ---------------- | -------------------- |
| Irlandia        | 25 lutego 2011   | CD, digital download |
| Wielka Brytania | 28 lutego 2011   | CD, digital download |
| Australia       | 4 marca 2011     | CD, digital download |
| Niemcy          | 29 kwietnia 2011 | CD, digital download |